# Богдано-Вербки
Богдано-Вербки (укр. Богдано-Вербки) — село,
Брагиновский сельский совет,
Петропавловский район,
Днепропетровская область,
Украина.
Код КОАТУУ — 1223881002. Население по переписи 2001 года составляло 284 человека.

## Географическое положение
Село Богдано-Вербки находится в 2,5 км от правого берега реки Самара и
в 0,5 км от села Богиновка.
Река в этом месте извилистая, образует лиманы, старицы и заболоченные озёра.